# Vukovoj
Vukovoj falu Horvátországban Varasd megyében. Közigazgatásilag Klenovnikhoz  tartozik.

## Fekvése
Varasdtól 22 km-re nyugatra, községközpontjától 3 km-re északnyugatra fekszik.

## Története
1857-ben 265, 1910-ben 477 lakosa volt. A trianoni békeszerződésig Varasd vármegye Ivaneci járáshoz tartozott. 2001-ben a falunak 158 lakosa volt.

## Nevezetességei
A falutól északra emelkedő 475 méter magas hegytetőn áll a Szent Wolfgang (Sv. Vuk) kápolna. Építése 1508 előtt történt, a kápolna belsejében jobbra található konzolon ugyanis ez az évszám látható. Klenovnik kastélyából a kápolnáig négy kilométer hosszú zarándokút vezet, melyet képoszlopok és szobrok szegélyeznek. A hagyomány úgy tartja, hogy az oszlopokat Draskovich grófnő temetésekor férje állíttatta azokra a helyekre, ahol a temetési menet megállt pihenni. Egy másik legenda szerint a kápolnát egy német királyné látogatta meg nehéz terhessége idején és miután ezen az úton végigment sikeresen megszülte gyermekét. Ennek emlékére állíttatta a szobrokat. A valóság azonban teljesen más. Az oszlopokat gróf Draskovich János és felesége született Nádasdy Mária Magdolna grófnő állíttatta 1672-ben. A grófnő, aki  a lánya volt az 1671. április 30-án Bécsben a Wesselényi-összeesküvésben való részvétele miatt lefejezett Nádasdy Ferencnek férje távollétében korábban is gyakran kijárt a kápolnához imádkozni. Édesapja emlékére állíttatta a 15 oszlopot, melyek a szentolvasó, a Rózsafüzér Miatyánk imáit jelképezik. Az oszlopok közötti 120-300 méteren pedig a szentolvasó 10 Üdvözlégy imáját kell mondani a rózsafüzér kiválasztott titkával. Az ilyen zarándokösvény meglehetősen ritka. Európában csupán egy korábbi példája ismert, az ausztriai Mariazellben 1644-ből, amely az itteni zarándokút mintájául szolgált.

## Külső hivatkozások
- A község független internetes portálja